# Giorgio Giannelli
Giorgio Giannelli (Forte dei Marmi, 3 dicembre 1926 – Forte dei Marmi, 27 gennaio 2025) è stato un giornalista, scrittore e politico italiano.

## Biografia
Ha studiato a Firenze (Collegio della Querce) Roma e Milano. Collegatosi a Roma con il figlio di Giacomo Matteotti, Matteo, ha partecipato alla Resistenza nel 1941 ed è stato catturato dai tedeschi nel luglio 1944, subendo la frattura al naso a causa di un calcio di fucile di una S.S. Partigiano combattente in una formazione comandata dal tenente del disciolto R. Esercito, Alberto Cavalli, detto “Paolo”, ha partecipato il 19 settembre 1944 alla liberazione della Versilia occupata dai tedeschi, impedendo contemporaneamente il cannoneggiamento del centro storico di Forte dei Marmi da parte dei carri armati americani ormai appostatisi per sparare. Durante quei giorni si ammalò di pleurite, trasformata nei mesi successivi in tubercolosi. Sia per il trauma nasale che per l'invalidità non volle chiedere allo stato la pensione di guerra, nonostante le sollecitazioni del suo amico Matteotti. Iscrittosi al PSI, nel gennaio 1947 aderì alla formazione del partito socialdemocratico con la scissione di Palazzo Barberini.
Corrispondente del quotidiano fiorentino La Nazione, a 24 anni venne eletto consigliere comunale di Forte dei Marmi. Trasferitosi a Roma nel 1954 è stato capo servizi interni del quotidiano La Giustizia, invitato nel 1955 da Henry A. Kissinger a far parte del suo staff giovanile nell'allora Università di Harvard, preferì restare in Italia per proseguire la sua lotta per l'unificazione socialista. Rientrato nel PSI di Pietro Nenni insieme al gruppo Matteotti, Zagari, Vigorelli e Bonfantini, venne chiamato a far parte della redazione del quotidiano socialista Avanti! Diretto da Giovanni Pieraccini e poi da Riccardo Lombardi, fu giornalista parlamentare per 30 anni. In quel periodo collaborò anche all'Agenzia Italia (la seconda in Italia dopo l'ANSA) e al quotidiano genovese Il Lavoro, diretto da Sandro Pertini. Ha diretto Sinistra Europea per 13 anni e Versilia Oggi per 40 anni.
Collaboratore di Angelica Balabanoff, che cacciò nel 1914 Mussolini dall'Avanti! e abbandonò Lenin a Mosca, accusandolo di massacrare e di aver condotto alla fame l'URSS, ha contribuito alla stesura del libro “Lenin visto da vicino”. Prima della morte della rivoluzionaria russa, fu da lei nominato erede testamentario con Giuseppe Saragat, Maria e Ivan Matteo Lombardo e Gabriella Seidenfeld Mayer, la prima compagna di vita di Ignazio Silone.
Sposato con Guglielmina Francia, orfana di un capitano vittima dell'Eccidio di Codevigo, da lei ha avuto tre figli e sette nipoti, cinque maschi e due femmine.
Nel 1961 fu il primo giornalista italiano a denunciare il fallimento della campagna antipoliomielite condotta dal ministero della Sanità. Ottenuta una medaglia d'oro dalla Lega antipoliomielite, nel 1963-64, i ministri socialisti Mancini e Mariotti, lo nominarono capo dei servizi stampa per lo sradicamento della polio dall'Italia, cosa che avvenne in pochissimi mesi. Prima della denuncia del fallimento, la polio in Italia aveva colpito oltre dodicimila bambini l'anno, con 1.626 casi mortali. In precedenza le autorità sanitarie preferivano continuare a prevenire la paralisi infantile con il vecchio vaccino Salk, ormai abbandonato nei principali paesi civili del mondo. Con l'avvento dei ministri socialisti al governo nel 1963 e l'adozione del nuovo vaccino Sabin, già nel 1967 i casi di malattia calarono a 122 e i decessi a 6. Nell'arco del primo mese vennero vaccinati 7 milioni di neonati e di ragazzi in età prescolare, finché in pochi anni il tragico fenomeno scomparve. In riconoscimento del suo lavoro gli venne attribuita la medaglia d'oro della Lega italiana antipoliomielite.
Nel 1969 rifiutò la nomina a vice presidente della Rai-TV offertagli, per conto della direzione del PSDI, da Matteo Matteotti e da Mauro Ferri, futuro presidente della Corte costituzionale, preferendo continuare a dedicarsi alla campagna contro la poliomielite che proseguì fino al 1972. In contatto con il ministro dei lavori pubblici Giacomo Mancini, promosse la realizzazione della strada che collega oggi La Culla con Sant'Anna di Stazzema, il paese nel quale i tedeschi, il 12 agosto 1944, avevano ucciso 560 bambini, donne ed anziani. Attraverso i suoi buoni rapporti con i ministri Pieraccini e Mariotti, ottenne anche, sempre per Sant'Anna di Stazzema, il riconoscimento della Medaglia d'Oro al valor militare e la costruzione del grande ospedale pediatrico comprensoriale a Montignoso, in provincia di Massa.
Nel 1982, resosi conto che in Italia non esisteva più un'alternativa democratica, si è dimesso da tutti gli incarichi ed è tornato al suo paese di origine a scrivere libri di storia e di memorie. Ha ottenuto tre medaglie d'oro: quella dei superstiti dell'eccidio di Sant'Anna di Stazzema, della battaglia contro la poliomielite e di benemerito nazionale dei donatori di sangue. Durante il suo ultimo periodo versiliese ha fondato, con lo scrittore Manlio Cancogni e con lo scultore Marcello Tommasi, l'Unione Versiliese, movimento libertario e antipartitocratico ed è stato eletto consigliere comunale di Seravezza nel 1991 e ancora di Forte dei Marmi dal 1993 al 1997. Altre sue iniziative sono state la creazione del Palio dei Bagni e del Circolo culturale Il Magazzino come proiezione della libreria editrice Giannelli, poi gestita dal figlio, lo scultore Emanuele Giannelli. Ottenuta con deliberazione unanime la cittadinanza onoraria del Comune di Forte dei Marmi, nel 2009 è tornato a Roma dove frequenta il Parlamento, l'Accademia dei Lincei, la Società Dante Alighieri, la libreria Fandango e la Biblioteca Vallicelliana.
Nel febbraio 2023 il Presidente della  Repubblica Sergio Mattarella lo ha nominato Commendatore al merito della Repubblica.

## Opere
Tutte le pubblicazioni in elenco sono consultabili presso la Biblioteca Nazionale di Roma, la Biblioteca Nazionale di Firenze e presso la Biblioteca della Camera dei deputati.
- Libro Bianco sulla Riforma ospedaliera e Libro Mutualità alla svolta, Ministero della Sanità, 1968
- La Bibbia del Forte dei Marmi, Versilia Oggi, 1970
- La Versilia in camicia nera, Versilia Oggi, 1986
- Versilia Era Fascista, Versilia Oggi, 1987
- La Versilia rivendica l'Impero, Versilia Oggi, 1988
- La Versilia ha vinto la guerra, Versilia Oggi, 1989
- Versilia, la trappola del 1944, Versilia Oggi, 1992
- Versilia, la strage degfli innocenti, Versilia Oggi, 1994
- Versilia Kaputt!, Versilia Oggi, 1995
- Sant'Anna l'infamia continua, Versilia Oggi, 1996
- Uomini sulle Apuane, Pegaso, 1999
- Almanacco Versiliese, Voll. IV,  Versilia Oggi, 2001-2010
- La noce nel sacco, Libreria Giannelli, Forte di Marmi, 2002
- Dizionario Versiliese, Versilia Oggi, 2008
- Versiliesi a Vittorio Veneto, Versilia Oggi, 2008